# Nina Grebeškova
Nina Pavlovna Grebeškova (in russo Нина Павловна Гребешкова?; Mosca, 29 novembre 1930 – Mosca, 10 maggio 2025) è stata un'attrice sovietica e russa.

## Filmografia parziale
- Uomini coraggiosi (Smelye lyudi), regia di Konstantin Konstantinovič Judin (1950)
- Normandie-Niémen (1960)
- Una vergine da rubare (Kavkazskaya plennitsa, ili Novye priklyucheniya Shurika), regia di Leonid Gajdaj (1966)
- Crociera di lusso per un matto (1968)
- Slëzy kapali, regia di Georgij Danelija (1983)